# Kobresia capillifolia
Kobresia capillifolia är en halvgräsart som först beskrevs av Joseph Decaisne, och fick sitt nu gällande namn av Charles Baron Clarke. Kobresia capillifolia ingår i släktet sävstarrar, och familjen halvgräs. Inga underarter finns listade i Catalogue of Life.